# Matari
Matari (en suédois : Matar) est un quartier du district de Korso à Vantaa en Finlande.

## Description
Matari est situé du côté Est de la voie ferrée principale et du côté nord-ouest de la rivière Keravanjoki. 
Les quartiers voisins sont Päiväkumpu et Rekola au sud, Asola derrière la voie ferrée à l'ouest et Metsola et Mikkola au nord,.

## Galerie

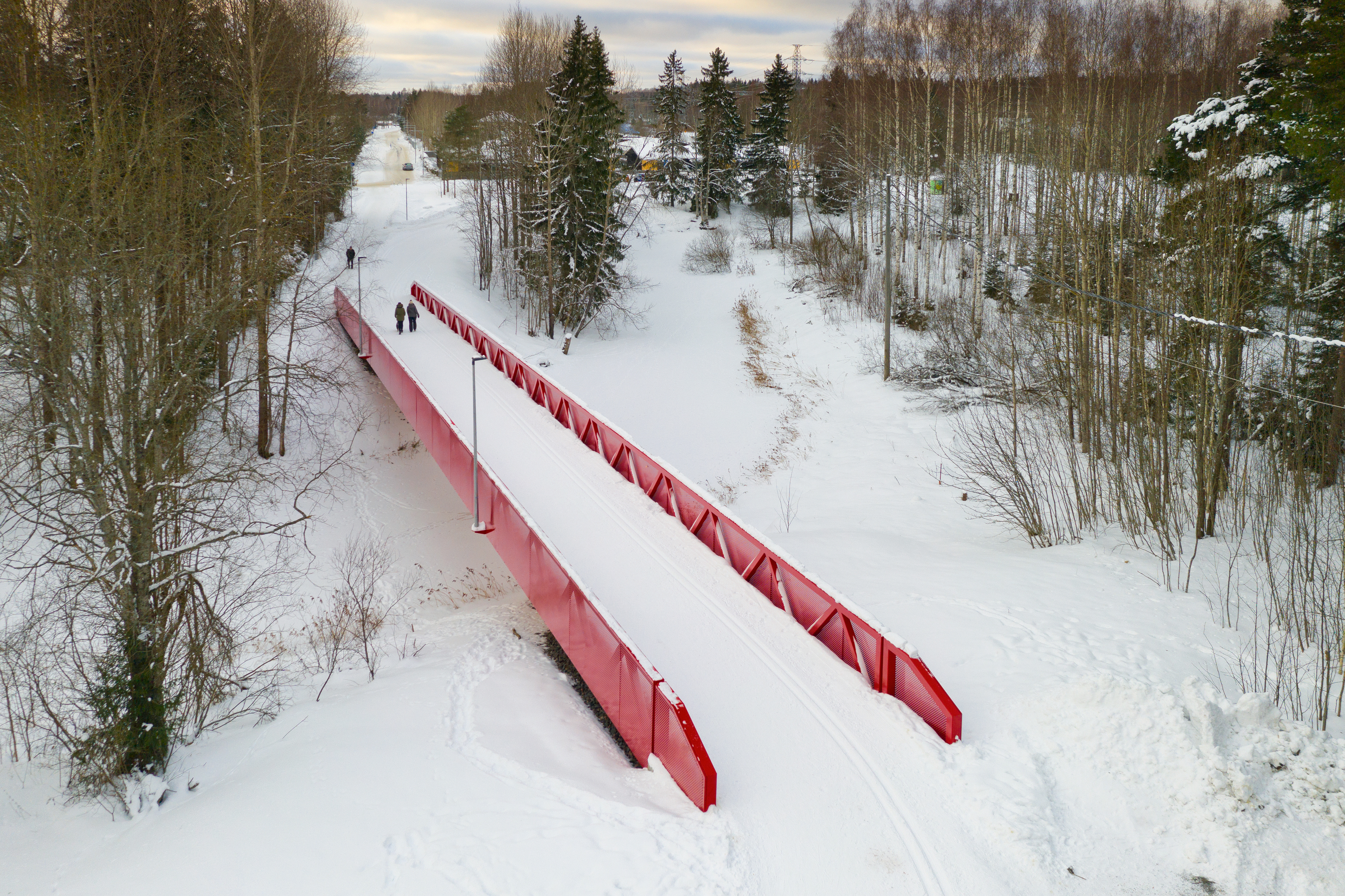
Pont du parc de Matari
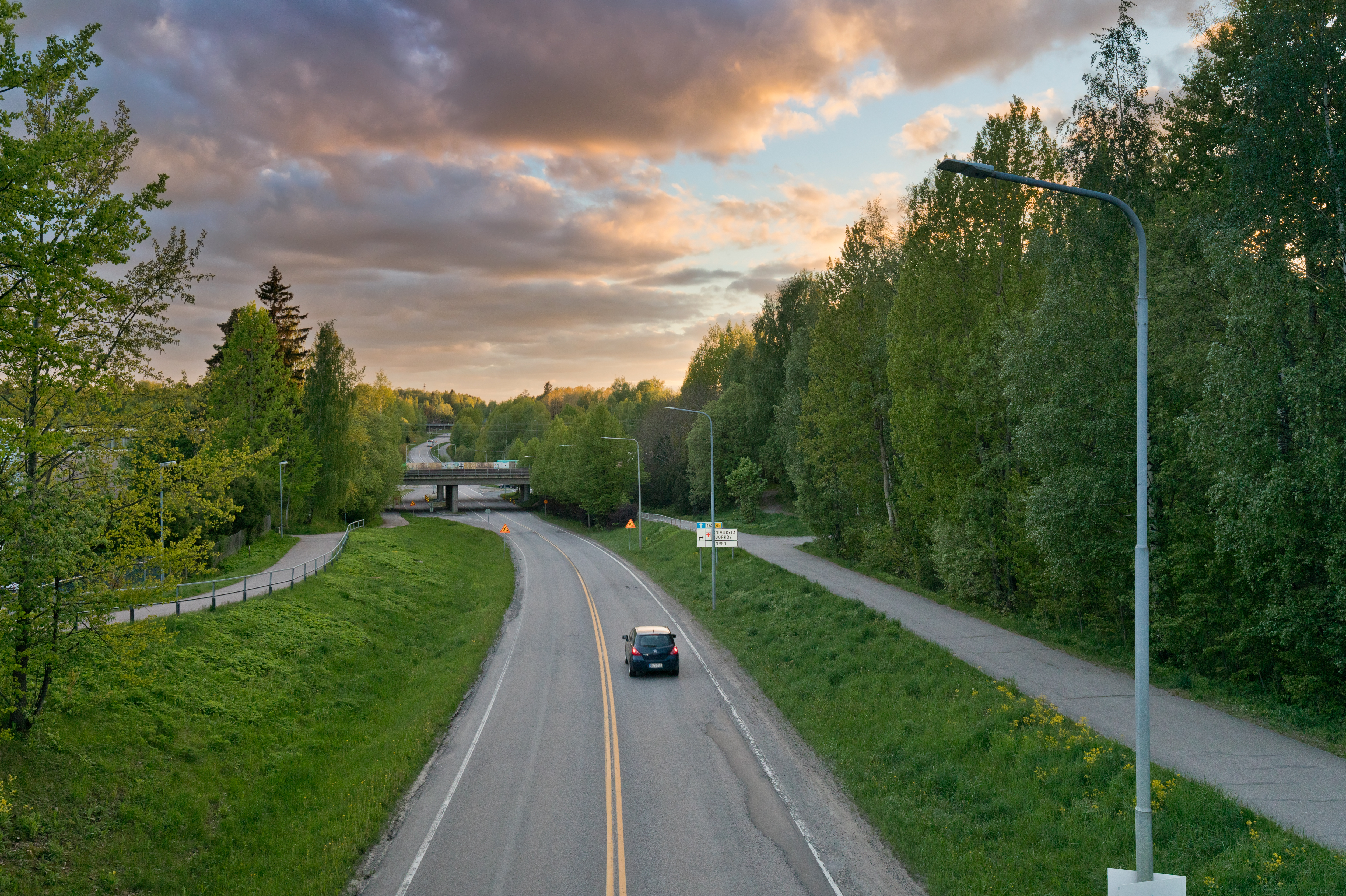
Route Kulomäentie.